# Di morto in peggio
Di morto in peggio è l'ottavo romanzo del Ciclo di Sookie Stackhouse scritta da Charlaine Harris.

## Trama
Sookie Stackhouse, dopo gli eventi precedenti che l'hanno vista figurare come una delle protagoniste, una volta tornata a Bon Temps viene coinvolta in numerosi altri avvenimenti. Dopo aver fatto da damigella al doppio matrimonio tra Halleigh Robinson con Andy Bellefleur e Portia Bellefluer con Glen Vick, durante il ricevimento non solo conosce un vampiro di nome Jonathan che si presenta come conoscente di Eric, ma si imbatte anche nella misteriosa figura di un uomo di bell'aspetto, dai capelli lunghi e biondi ed avvolto da un alone di mistero. Il giorno dopo l'inquilina di Sookie, la strega Amelia, confida all'amica che il ricco padre, Copley Carmichael, sarebbe venuto a trovarla. L'uomo non solo sembra aver indagato sulla vita di Sookie, ma rivela a quest'ultima che sua cugina Hadley e l'ex marito Remy Savoy avevano avuto un figlio e che una certa Octavia Fant sarebbe probabilmente venuta a trovare Amelia.
Nel frattempo, dopo una chiamata di Sookie ad Eric, entrambi vengono a conoscenza del fatto che questo Jonathan non abbia detto del tutto la verità e che Eric avrebbe dovuto accompagnare Sookie ad un appuntamento con una persona. Quest'ultima si rivela essere l'uomo misterioso della sera del ricevimento, nonché il principe del regno fatato e bisnonno di Sookie, Niall Brigant. La nipote viene a conoscenza del fatto che il ramo paterno della sua famiglia ha avuto rapporti con esseri fatati; inoltre il suo vero nonno, un mezzo essere fatato, era morto e quindi il bisnonno aveva avuto la possibilità di ricontattare i suoi parenti umani. Per questo Niall si offre di aiutare Sookie qualora ne avesse bisogno, lasciandole un numero di telefono. Sookie, dopo la serata e nel rientrare a casa con Eric, vengono attaccati da un mannaro che tenta di sparare a lei ma colpisce il vampiro; questo, infuriato, uccide il mannaro dopo essersi nutrito di lui. Octavia, mentore strega di Amelia, la viene a trovare il giorno dopo per discutere della questione che riguarda la trasfigurazione di Bob in gatto. Intanto Alcide Herveaux, amico mannaro di Sookie, telefona a quest'ultima per chiederle un favore, dopo che la giovane viene a conoscenza del fatto che Maristella Cooper, fidanzata mannara di Alcide, è stata uccisa in casa la notte precedente. Tray Dawson, Octavia, Amelia e Sookie vanno presso l'abitazione dove Maristella è morta per compiere una ricostruzione ectoplasmica, dopo la quale vengono a conoscenza che Cal Myers, mannaro del branco di Patrick Furnan e detective della polizia, aveva ucciso Maristella.
Il giorno dopo Sookie, recatasi in biblioteca, viene attaccata una seconda volta da un altro mannaro che però finisce per morire cadendo sul suo stesso coltello. Sookie, scocciata di tutto questo, telefona Patrick Furnan per sapere il motivo per cui veniva costantemente aggredita dal suo branco; egli, però, nega tutto e accusa invece Alcide di aver rapito sua moglie Libby. Così il branco di Alcide, quello di Furnan, Sookie e Sam si incontrano per discutere della questione, ma vengono attaccati dalla vera causa di tutti quei problemi: Priscilla Hebert, la cui intenzione è quella di creare un branco lì. Inizia così una dura battaglia in cui Patrick, Priscilla e tanti altri perdono la vita, mentre Alcide alla fine diviene il nuovo capobranco. Da un po' di tempo sembra che Pam ed Amelia si frequentino intimamente. In una di quelle notti, Bill si intrufola a casa di Sookie, venendo così a sapere che in realtà Pam frequentava Amelia per tenere sotto controllo Sook e per evitare che le succedesse qualcosa. Quella stessa notte Frannie, sorella di Quinn - ex fidanzato di Sookie di cui si sono perse le tracce da dopo il disastro di Rhodes - piomba a casa Sookie per avvisarla di cosa è accaduto: loro madre ha combinato del caos presso Las Vegas ed i vampiri di lì, per ripulire i suoi errori, hanno costretto Quinn ad allearsi con loro per conquistare Louisiana e Arkansas. I vampiri di Las Vegas, dopo aver ucciso la maggior parte dei vampiri della Louisiana, pretendono di mettere il loro re a capo di tutto. Eric raggiunge Sookie, Amelia, Bill e Frannie proprio quando arriva il braccio destro del re del Nevada, Victor Madden, che pone un ultimatum: o avrebbero accettato o li avrebbero uccisi. Così Eric e Bill accettano il nuovo regno.
Quella stessa notte, però, Eric riacquista totalmente la propria memoria sulla relazione d'amore avuta in precedenza con Sookie. Il giorno seguente, in un incontro con Quinn, Sookie si lascia definitivamente con la tigre mannara. Copley, tramite Sookie e per mezzo della figlia, viene aiutato a prendere rapporti con il nuovo regno di vampiri per continuare gli appalti di ricostruzione della Louisiana, mentre Sookie chiede ad Amelia di poter fare qualcosa per allontanare da sé Tanya e Sandra Pelt, la prima incaricata dalla seconda di distruggere la vita a Sookie. Amelia ed Ocatavia, quest'ultima trasferitasi anch'essa a convivere a casa di Sookie, finiscono per fare un incantesimo di rimozione di parte della memoria di Tanya così da impedirle di avere altri contatti con Sandra e di evitare che distrugga la vita a Sookie. Bill poi confessa a Sookie che Selah, la sua fidanzata, si è trasferita altrove e che era solo una vampirofila che non ha mai realmente amato; così cerca di riconquistare anche il cuore della sua ex amante. Il giorno successivo da Merlotte's Jason chiede alla sorella di andare a controllare che la moglie, Crystal - anch'essa pantera mannara - stesse bene. Nel recarsi là scopre che la donna tradisce il fratello con Dove Beck; nel frattempo sopraggiunge anche Calvin, parente e garante di Crystal, che viene a conoscenza del tradimento. Da tradizione i due coniugi, Sookie, Calvin ed altri della comunità di Hotshot si riuniscono per affrontare il rituale di punizione e Sookie si vede costretta a spaccare le dita a Calvin Norris.
Sookie, dopo quanto escogitato dal fratello, non rivolge più a quest'ultimo la parola. Successivamente Sookie conosce Felipe de Castro, il nuovo re dei vampiri, nel parcheggio di Merlotte's. Proprio quando lei decide di tornare a casa, a causa delle emozioni intense provate in macchina per effetto del legame di sangue con Eric, torna indietro e scopre che Sigebert aveva legato Eric e Felipe con catene d'argento mentre Sam era stato imprigionato dentro il cofano dell'auto. Sookie di sua iniziativa va addosso con l'auto contro Sigebert cercando di intontirlo, libera Sam così insieme si preoccupano di sciogliere i due vampiri dalle catene; è poi Eric ad uccidere definitivamente Sigebert decapitandolo. Felipe, colpito dalla prontezza di Sookie, non solo le paga la riparazione dell'auto ma tramite Eric le fa sapere che qualora lei avesse avuto bisogno di aiuto i vampiri avrebbero sacrificato la loro vita per lei. Nel frattempo Bob viene riportato alla sua forma umana, Niall dà a Sookie l'indirizzo di Remy Savoy, ex marito di sua cugina Hadley. Si precipita rapidamente a Red Ditch, dove incontra l'uomo, il figlioletto Hunter e la nuova compagna Kristen Duchesne. Durante quella breve conversazione in cui Remy viene avvisato della morte dell'ex moglie, Sookie scopre che Hunter ha ereditato qualcosa dalla sua famiglia: la telepatia.